# Marie d'Agoult
Marie Catherine Sophie, contesă d'Agoult (n. 31 decembrie 1805, Frankfurt am Main, Sfântul Imperiu Roman – d. 5 martie 1876, Paris, Franța) a fost o scriitoare romantică franceză, cunoscută de asemenea sub pseudonimul Daniel Stern.

## Viața
Marie s-a născut în Frankfurt pe Main, Germania, ca Marie Catherine Sophie de Flavigny, fiica lui Alexander Victor François, viconte de Flavigny (1770-1819), un aristocrat francez emigrat, și al soției lui, Maria Elisabeth Bethmann (1772-1847), fiica unui bancher german. Tânăra Marie și-a petrecut primii ani în Germania, apoi și-a completat educația într-o mănăstire franceză după Restaurația Bourbonică.
Ea a intrat într-o căsătorie de conveniență timpurie cu Charles Louis Constant d'Agoult, conte d'Agoult (1790-1875) pe 16 mai 1827, devenind astfel contesa d'Agoult. Au avut două fiice, Louise (1828-1834) și Claire (1830-1912). Ei au divorțat pe 19 august 1835.
Din 1835 până în 1839, ea a trăit cu compozitorul și pianistul virtuoz Franz Liszt, care era cu șase ani mai tânăr și avea în față o carieră promițătoare. A devenit o apropiată a cercului de prieteni al lui Liszt, inclusiv de Frédéric Chopin, care i-a dedicat 12 Études, Op. 25 (setul lui 12 Études, Op. 10 i-a fost dedicat lui Liszt). D'Agoult a avut trei copii cu Liszt; cu toate acestea, ea și Liszt nu s-au căsătorit, păstrându-și concepțiile de viață independente și celelalte diferențe în timp ce Liszt era ocupat cu munca de compoziție și cu efectuarea de turnee în toată Europa.

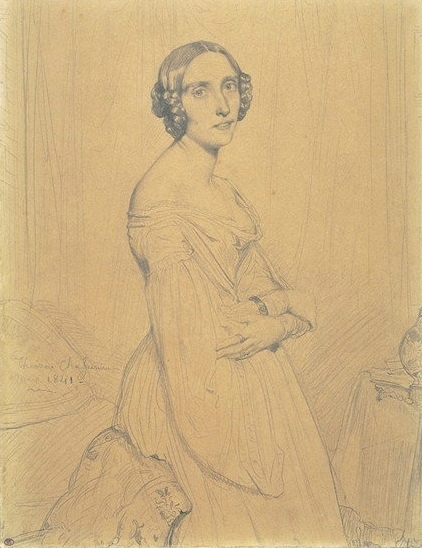
Portretul Mariei d'Agoult de Théodore Chassériau (Muzeul Luvru)

## Familia
Copiii lor au fost:
- Blandine (1835-1862), care a fost prima soție a viitorului prim-ministru francez Émile Ollivier, dar a murit la vârsta de 26 de ani
- Cosima (1837-1930), care s-a căsătorit mai întâi cu pianistul și dirijorul Hans von Bülow și apoi cu compozitorul Richard Wagner, și
- Daniel (1839-1859), care era deja un pianist promițător și un savant talentat, dar a murit de tuberculoză.

În 1876, a murit în Paris, la vârsta de 70 de ani, și a fost îngropată în sectorul 54 al Cimitirului Père Lachaise.

## Reprezentări culturale
Ea a fost portretizată de către Geneviève Page în filmul Song Without End (1960), alături de Dirk Bogarde în rolul lui Liszt, de Klara Luciko în filmul Szerelmi álmok – Liszt (1970), de Fiona Lewis în filmul Lisztomania (1975) al lui Ken Russell, alături de Roger Daltrey în rolul lui Liszt, și de Bernadette Peters în filmul Impromptu (1991) al lui James Lapine, care a dramatizat întâlnirile între contele Charles d'Agoult, Liszt (Julian Sands), Chopin (Hugh Grant) și George Sand (Judy Davis).

## Lucrări

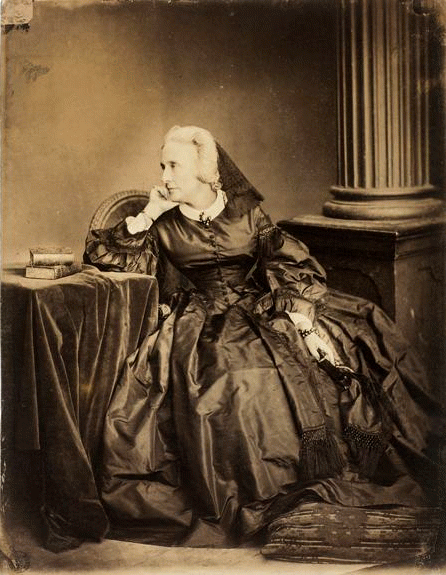
Contesa d'Agoult în 1861. Fotografie de Adam-Salomon.

Primele ei povestiri (Hervé, Julien și Valentia) au fost publicate în perioada 1841-1845. Lucrarea sa cea mai cunoscută (scrisă sub pseudonimul Daniel Stern) este Histoire de la révolution de 1848 (care a apărut în 1850-1853, în 3 volume). Printre celelalte lucrări ale contesei d'Agoult se numără romanul Nélida (1846), Lettres Républicaines în Esquisses morales et politiques (1849, articole colectate), Trois journées de la vie de Marie Stuart (1856), Florence et Turin (1862), Histoire des commencements de la république aux Pays-Bas (1872), „O mamă catolică le vorbește copiilor ei” (1906, postum) și Mes souvenirs (1877, postum).